# Melrose Industries
Melrose Industries ist eine britische gelistete Beteiligungsgesellschaft. Das Unternehmen notiert an der London Stock Exchange und ist im FTSE-100-Index gelistet.

## Beteiligungen
Ehemalige:
| Unternehmen  | Produkte                     | Verkäufer | Erworben | Käufer                           | Verkauft |
| ------------ | ---------------------------- | --------- | -------- | -------------------------------- | -------- |
| Elster Group | Gas-, Wasserzähler           | CVC       | 2012-08  | Honeywell                        | 2015-12  |
| FKI          | Mischkonzern                 | Delisting | 2008-07  | Zerschlagung                     |          |
| Dynacast     | Druckguss & Metallspritzguss | Cinven    | 2005-05  | US-Konsortium (Kenner & Company) | 2011-07  |
| McKechnie    | Flugzeugteile                | Cinven    | 2005-05  | JLL Partners                     | 2007-05  |

Aktuelle:
| Unternehmen           | Produkte         | Verkäufer                   | Erworben |
| --------------------- | ---------------- | --------------------------- | -------- |
| Nortek                | Klimatechnik     | börsennotiert               | 2016     |
| Brush Turbogenerators | Turbogeneratoren | börsennotiert (als FKI plc) | 2008     |

2018 wurde das britische Traditionsunternehmen GKN übernommen. Dabei kam es in Großbritannien zu einer Heuschreckendebatte, die sich anlässlich der Schließung des GKN Werkes in Kaiserslautern auf Deutschland erweiterte.